# Gare de Jordanhill
La gare de Jordanhill est une gare située dans le quartier de Jordanhill à Glasgow (Écosse). Cette gare, gérée par la compagnie First ScotRail, est desservie par les lignes d'Argyle et de North Clyde. Elle est située à proximité du campus de l'Université de Strathclyde et de l'école de Jordanhill et se trouve sur Crow Road, importante voie de communication de l'ouest de Glasgow et principal accès au tunnel de la Clyde.

## Histoire
La gare a été inaugurée le 1er août 1887 en même temps que le chemin de fer de Yoker et Clydebank à Glasgow. Elle permettait de combler un manque, la ligne de chemin de fer étant déjà construite ; les chemins de fer de Whiteinch et Stobcross furent tous deux ouverts en 1874, mais aucune gare n'avait été construite sur ces lignes à Jordanhill. Une nouvelle liaison allait permettre de rejoindre la Whiteinch Victoria Park à partir de 1897 à 1951 ; la liaison fut finalement fermée en 1967 après l'arrêt du trafic de fret.
Le 15 janvier 1898, un certain J. Johnstone fut tué alors qu'il tentait de traverser les voies à l'ouest de la gare. Une catastrophe faillit se produire le 28 décembre 1932 lorsque 17 wagons chargés de charbon partirent en dérive sur une voie en pente de l'embranchement de l'entreprise de nettoyage « Great Western Steam Laundry » ; ils percutèrent d'autres wagons, en faisant dérailler neuf et renversant une grande quantité de charbon sur les voies.
Un accident grave est survenu le 28 avril 1980 quand un train de trois voitures, transportant 80 passagers en provenance de Dalmuir et à destination de Motherwell dérailla à la bifurcation de Hyndland juste après avoir quitté Jordanhill. Tous les bogies de la première voiture sont sortis des rails, faisant à quinze blessés graves (neuf femmes et six hommes). 
En 1998, le Strathclyde Passenger Transport (SPT), l'autorité organisatrice des transports de l'agglomération de Glasgow, a commandé une étude sur la possibilité de déplacer la gare vers l'ouest à Westbrae Drive. En décembre, le rapport 2002 de l' Exécutif écossais considérait cette gare comme partie de son « High Resource Scenario », estimant le coût du projet à environ deux millions de livres sterling (soit 3,5 millions de dollars). En 2004, le SPT a inscrit cette gare parmi ses trois priorités, et le Conseil communal de Glasgow l'a qualifiée de « priorité principale ». 
Une proposition alternative serait de conserver la gare existante, mais en transférant certaines de ses fonctions sur le nouveau site de Westbrae Drive. Cette proposition a été faite en août 2001 par Charlie Gordon, le dirigeant du Conseil communal de Glasgow, qui estimait qu'avoir une seconde gare à Jordanhill serait profitable aux étudiants du campus proche de l'Université de Strathclyde. La nouvelle gare proposée ne se trouverait qu'à environ 450 mètres de là.